# 牛見和博
牛見 和博（うしみ かずひろ、1981年 - ）は、日本の弁護士。山口県出身。

## 来歴・人物
- 1981年 - 山口県徳地町生まれ。
- 1997年 - 防府市立桑山中学校卒業。
- 2000年 - 山口県立防府高等学校卒業。
- 2004年 - 神戸大学法学部法律学科政治コース卒業。同年、司法試験合格。
- 2006年 - 弁護士登録（59期）、大阪弁護士会。
- 2013年 - 中小企業診断士登録。山口に「牛見総合法律事務所」開設。
- 2015年 - 弁護士法人牛見総合法律事務所、設立[1]。

- 趣味は、読書・旅行[2]
- 故郷山口に、多くの企業・事業主に貢献、尽力したいと語る[3]。

## 所属
- 日本弁護士連合会
- 山口県弁護士会
- 日本離婚・再婚家族と子ども研究学会

## 活動
- 認定NPO法人みらいプラネット（山口県患者等人権擁護及び難治性血管奇形相互支援会）制作、DVD『咲き誇れ、強く-Irreplaceable-』[原作:「負けるものか！ -未来の自分へ…自分らしく生きるための復活力」]撮影協力[4]。

- 2009年 - 大商ニュース「ビジネス法務Ｑ＆Ａ」（平成21年11月10日号）（大阪商工会議所機関紙）

- 2013年 - B型肝炎被害者支援として、山口市内でセミナーを初開催[5]。

- 2014年 - B型肝炎給付金訴訟・山口県内初和解（NHK、KRY、TYS、朝日新聞、読売新聞、毎日新聞、中国新聞、共同通信社、宇部日報）
  - NHK総合テレビジョン（NHK山口放送局）「情報維新!やまぐち」

- 2017年 - 山口新聞リレーエッセイ

- 2020年
  - 「風評被害対策」（クリニックばんぶ）
  - 「コロナ時代における人材の確保と定着のための働き方改革」（週刊ケイザイ防長、2020年6月4日号）[6]
  - 「最新債権管理・回収実務Q&A｣（分担執筆、『季刊事業再生と債権管理(第116号)』：(社)金融財政事情研究会）